# Rue Émile-Gilbert
La rue Émile-Gilbert est une voie du 12e arrondissement de Paris, en France.

## Situation et accès
Située dans le quartier des Quinze-Vingts elle débute au 21, boulevard Diderot et se termine 4 bis, rue Parrot.

## Origine du nom

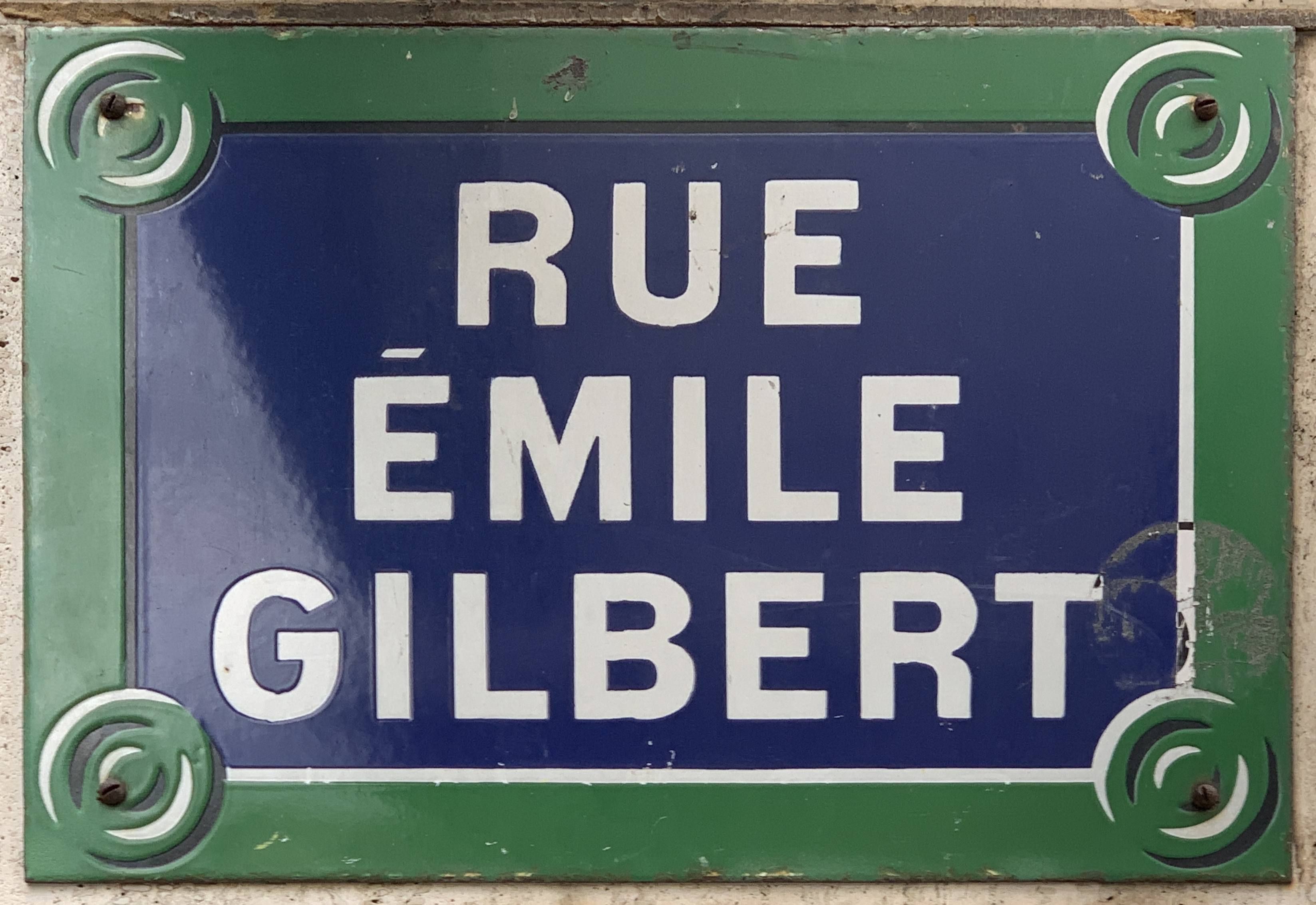
Plaque de la rue.

Elle rend hommage à l'architecte Émile Jacques Gilbert (1793-1874).

## Historique
La rue a été ouverte sur l'emplacement de l'ancienne maison d'arrêt et de détention cellulaire dite Mazas sous le nom de « rue du Dauphiné » par arrêté préfectoral du 7 décembre 1900 et elle prend son nom actuel par arrêté du 11 mai 1904.

## Bâtiments remarquables et lieux de mémoire
- No 2 : le dernier appartement-atelier du peintre Georges Rouault, conservé par la Fondation Georges-Rouault.
- No 3 : emplacement de l'imprimerie E. Bougard en 1910, spécialisée dans la production d'affiches.
- No 5 : domicile de la famille de Jacques Delors, alors propriétaire d'une partie de l'immeuble[2], à l'époque où leur fille, Martine Aubry, poursuivait ses études à l'Institut Saint-Pierre-Fourier, tenu par la congrégation des Chanoinesses de Saint-Augustin de la congrégation Notre-Dame, l'école voisine située rue de Prague[3],[4]. Ce fut également le domicile du peintre Miguel Devèze.

## Pour approfondir